# Nova Aliança do Ivaí
Nova Aliança do Ivaí là một đô thị thuộc bang Paraná, Brasil. Đô thị này có diện tích 131,272 km², dân số năm 2007 là 1426 người, mật độ 10,9 người/km².